# A Gift from a Flower to a Garden
| Recensione                        | Giudizio        |
| --------------------------------- | --------------- |
| AllMusic                          | [ 2 ]           |
| The New Rolling Stone Album Guide | [ 3 ]           |
| Sputnikmusic                      | 4.1 (Excellent) |
| Piero Scaruffi                    | [ 5 ]           |
| 24.000 dischi                     | [ 6 ]           |

A Gift from a Flower to a Garden è il quinto album del cantautore scozzese Donovan pubblicato nel 1967 dalla Epic.

## Tracce
Phonograph Records / The First (album 1)
Lato A
Testi e musiche di Donovan P. Leitch.
1. Wear Your Love Like Heaven – 2:24
2. Mad John's Escape – 2:19
3. Skip-a-Long Sam – 2:23
4. Sun – 3:15
5. There Was a Time – 1:59

Lato B
Testi e musiche di Donovan P. Leitch (eccetto dove indicato).
1. Oh Gosh – 1:53
2. Little Boy in Corduroy – 2:34
3. Under the Greenwood Tree – 1:54 (Musica di Donovan su parole di William Shakespeare e Lewis Carroll)
4. The Land of Doesn't Have to Be – 2:34
5. Someone's Singing – 2:45

Phonograph Record / The Second (album 2)
Lato C
Testi e musiche di Donovan P. Leitch.
1. Song of the Naturalist's Wife – 2:51
2. The Enchanted Gypsy – 3:18
3. Voyage into the Golden Screen – 3:13
4. Isle of Islay – 2:20
5. The Mandolin Man and His Secret – 3:30
6. Lay of the Last Tinker – 1:47

Lato D
Testi e musiche di Donovan P. Leitch.
1. The Tinker and the Crab – 2:52
2. Widow with Shawl (A Portrait) – 3:00
3. The Lullaby of Spring – 3:25
4. The Magpie – 1:28
5. Starfish-on-the-Toast – 2:43
6. Epistle to Derroll – 5:42

## Musicisti
- Donovan - voce, chitarra acustica, armonica, banjo, fischio
- Eric Leese - chitarra elettrica
- Cliff Barton - basso
- Jack Bruce - basso (brano: Someone's Singing)
- Keith Webb - batteria
- Mike O'Neil - tastiera
- Tony Carr - batteria, campana, congas, piatti
- John Carr - congas, bonghi
- Mike Carr - vibrafono[1]
- Ken Baldock - contrabbasso
- Harold McNair - flauto